# Robert R. Livingston
Pour les articles homonymes, voir Famille Livingston, Robert Livingston (homonymie) et Livingston.
Robert R. Livingston, né le 27 novembre 1746 à Manhattan et mort le 26 février 1813 à Clermont (New York), est un avocat, homme politique, diplomate américain de New York et l'un des pères fondateurs des États-Unis. Il est l'un des membres de la Commission des Cinq, nommée par le Second Congrès continental, le 11 juin 1776, pour rédiger le texte de la Déclaration d'indépendance des États-Unis. Il est ensuite secrétaire des affaires étrangères de 1781 à 1783, puis candidat au poste de gouverneur de l'État de New York, en 1798, et ambassadeur des États-Unis en France de 1801 à 1804. Avec James Monroe, il négocie l’achat de la Louisiane. 
En 1794, il fait construire une nouvelle maison appelée « New Clermont » et a une bibliothèque de quatre mille volumes. Il est franc-maçon et le premier maître de la Grande Loge de New York de 1784 à 1801.